# Канчунгу (футбольний клуб)
Футбольний клуб «Канчунгу» (порт. Futebol Clube de Canchungo) — професійний футбольний клуб з Гвінеї-Бісау, який базується в містіКанчунгу. Клуб був заснований у 1948 році, та грає домашні матчі на стадіоні «Ештадіо Фансіналду Ембалу» місткістю 2 тисячі глядачів. «Канчунгу» грає в Національному чемпіонаті Гвінеї-Бісау, найвищому футбольному дивізіоні країни, та в сезоні 2022—2023 років став чемпіоном країни, клуб також тричі був володарем Кубка Гвінеї-Бісау.

## Титули і досягнення
- Чемпіон Гвінеї-Бісау (1): 2022—2023
- Володар Кубка Гвінеї-Бісау (3): 2014, 2017, 2023